# Biblis Patera
Biblis Patera es un volcán extinto de Marte, localizado en las coordenadas 2.7°N, 235.4°E del planeta. Se trata de uno de los dos volcanes ubicados en las proximidades del centro del sistema volcánico Tharsis. Junto con el Ulysses Patera, se encuentra aproximadamente a medio camino entre el Monte Olimpo y Tharsis Montes. 
Biblis Patera fue fotografiado por la Cámara Estéreo de Alta Resolución (HRSC, por sus siglas en inglés) de la sonda europea Mars Express el 8 de noviembre de 2004. El volcán mide aproximadamente 170 kilómetros de largo y 100 kilómetros de anchura, y se eleva a unos 3.000 metros sobre los territorios circundantes. En medio del volcán se encuentra una caldera, posiblemente formada como el resultado del colapso de la cámara magmática durante las pretéritas erupciones del volcán. La caldera mide 53 kilómetros de diámetro y alcanza 4 kilómetros de profundidad.